# バルビュ派

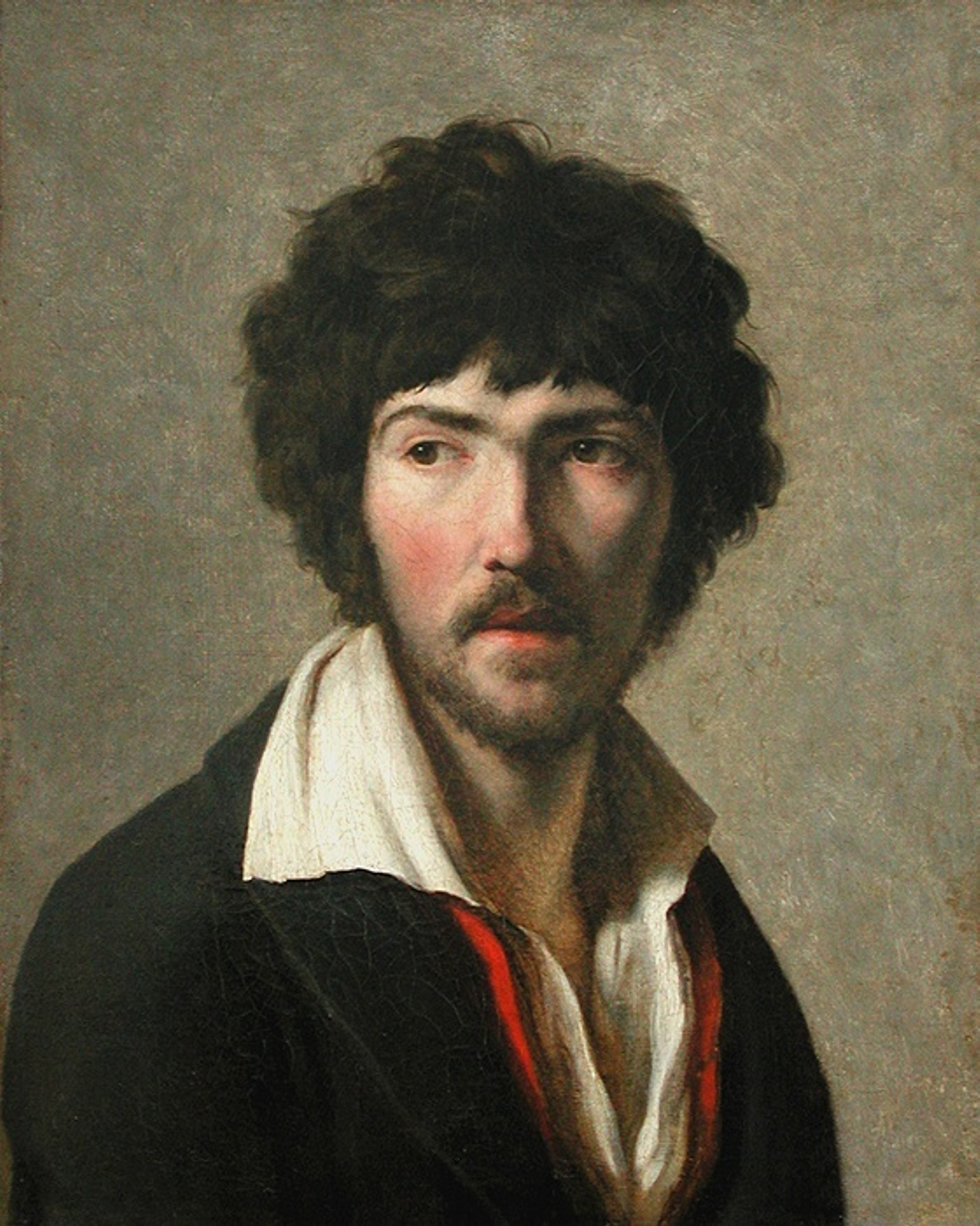
バルビュ派のリーダー、ピエール＝モーリス・ケー
(画)Henri-François Riesener

バルビュ派（フランス語:Secte des Barbus、Barbusは「ヒゲ男」の意）は19世紀初めのフランスの新古典主義の画家、ジャック＝ルイ・ダヴィッドの弟子の画家たちが形成したグループで、ピエール＝モーリス・ケー(Pierre-Maurice Quay:  1777-1803)をリーダーとした。「Primitifs」(原初派)、「 Méditateurs」(瞑想派）、「Penseurs」(哲人派)などとも呼ばれた。ロココ様式の表層的な表現を捨てようとする「新古典主義」の理念を先鋭化して、古代ギリシャの壺の絵や、初期ルネッサンス絵画の単純さにまで回帰することを主張した。1803年にリーダーのケーが死去した後、グループは消滅した。

## 概要とメンバー
党派的な活動は日常の生活スタイルに及び、古代ギリシャの服装を真似た衣服を着て、街の人々の注目を集めた。師のダヴィッドの展示していた作品『サビニの女たち』をバルビュ派のメンバーが批判した後、ダヴィッドは彼らをスタジオから追放し、その後、パリの放置された修道院で活動した。グループのメンバーであったとされるのは以下のような画家である。
- ピエール＝モーリス・ケー
- ジャン・ブロック
- Guillaume-François Colson
- Paul Duqueylar,
- Jean-Pierre Franque
- ジョゼフ＝ボニファス・フランク
- Lucile Franque
- Monrose le jeune (ou Barizain)
- Jacques-Nicolas Paillot de Montabert
- Antoine-Hilaire-Henri Périé

## メンバーとされる画家の作品
ここに挙げた作品のほとんどはバルビュ派として活動していた時代より後の時代のものである。

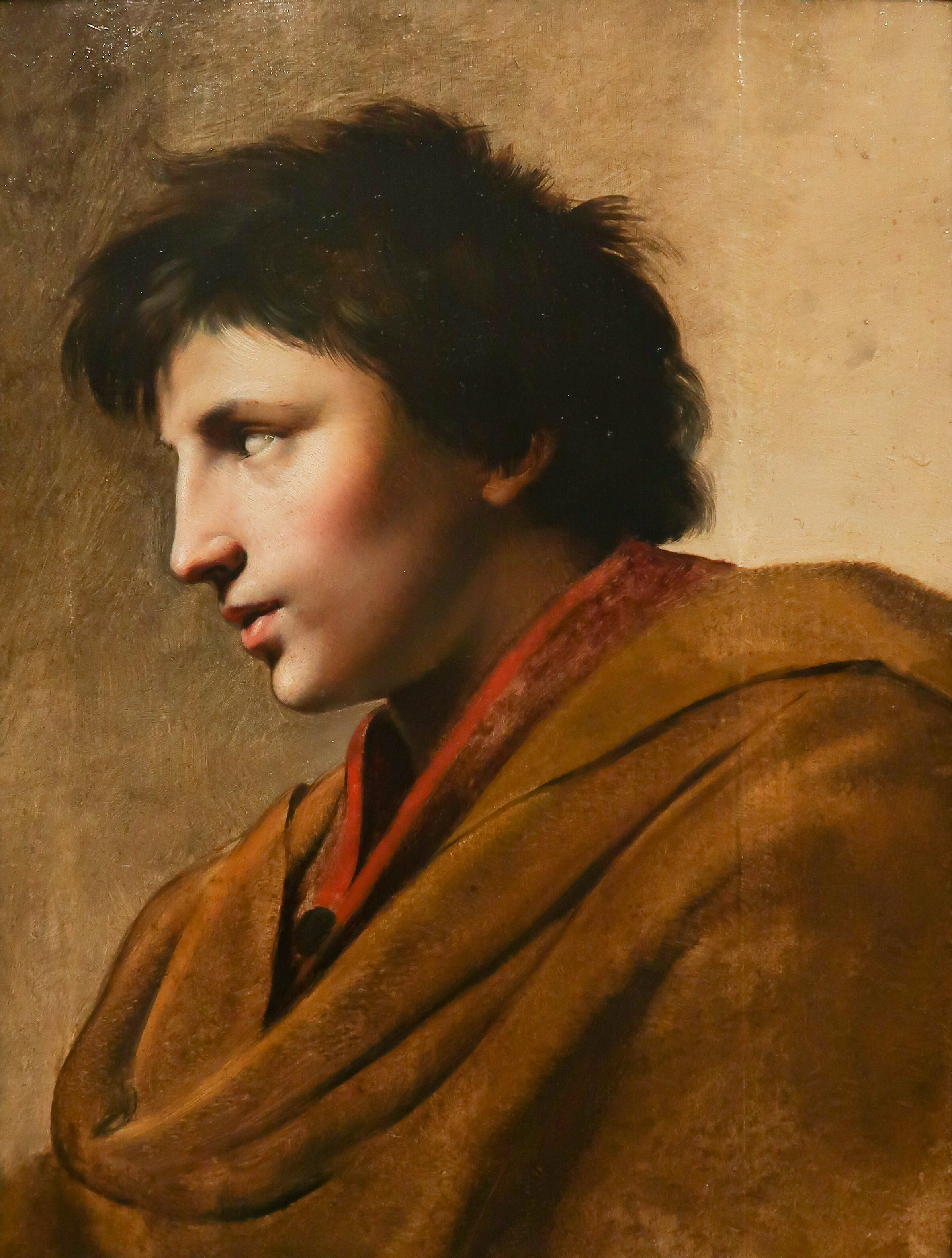
習作  (画)ピエール＝モーリス・ケー
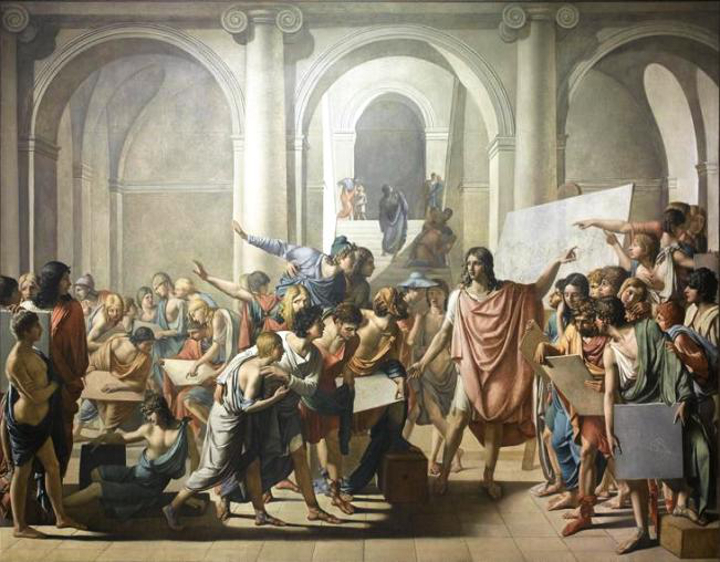
『アペレスの学校』(1800) (画)ジャン・ブロック
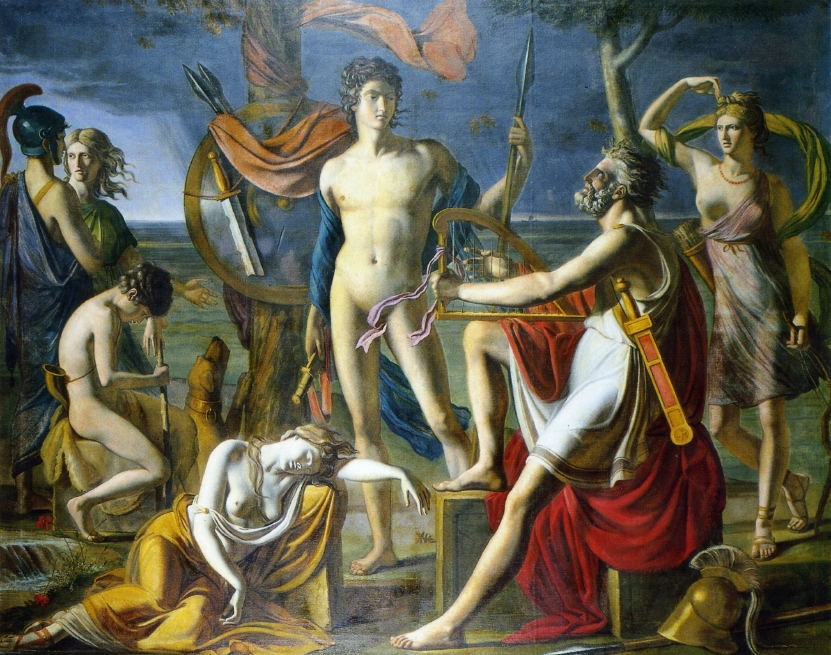
『歌を歌うOssian』 (画)Paul Duqueylar
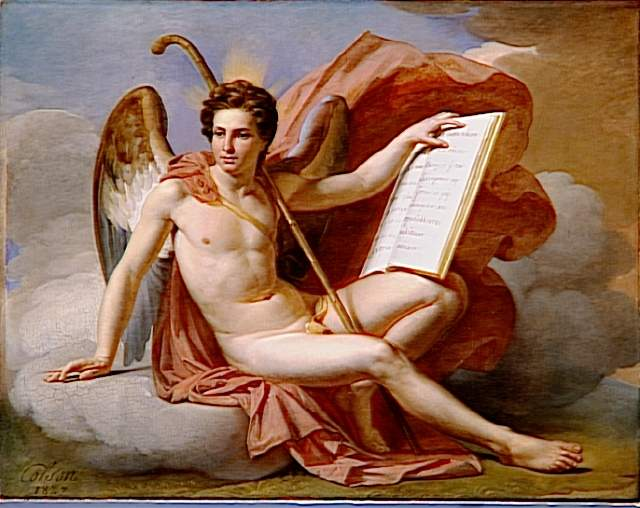
Le Génie des Lois (画)Guillaume-François Colson
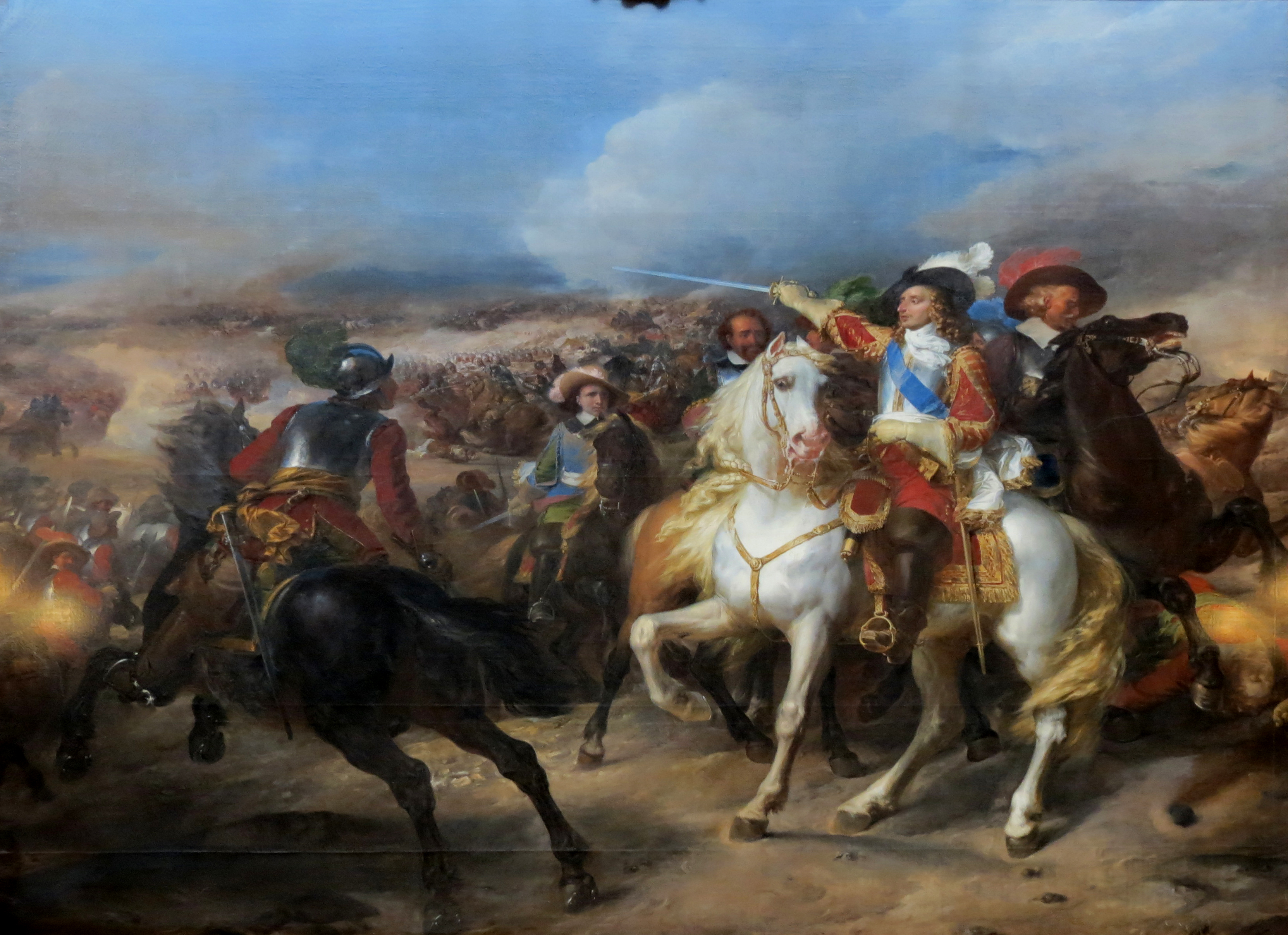
ランスの戦い (画) Jean-Pierre Franque
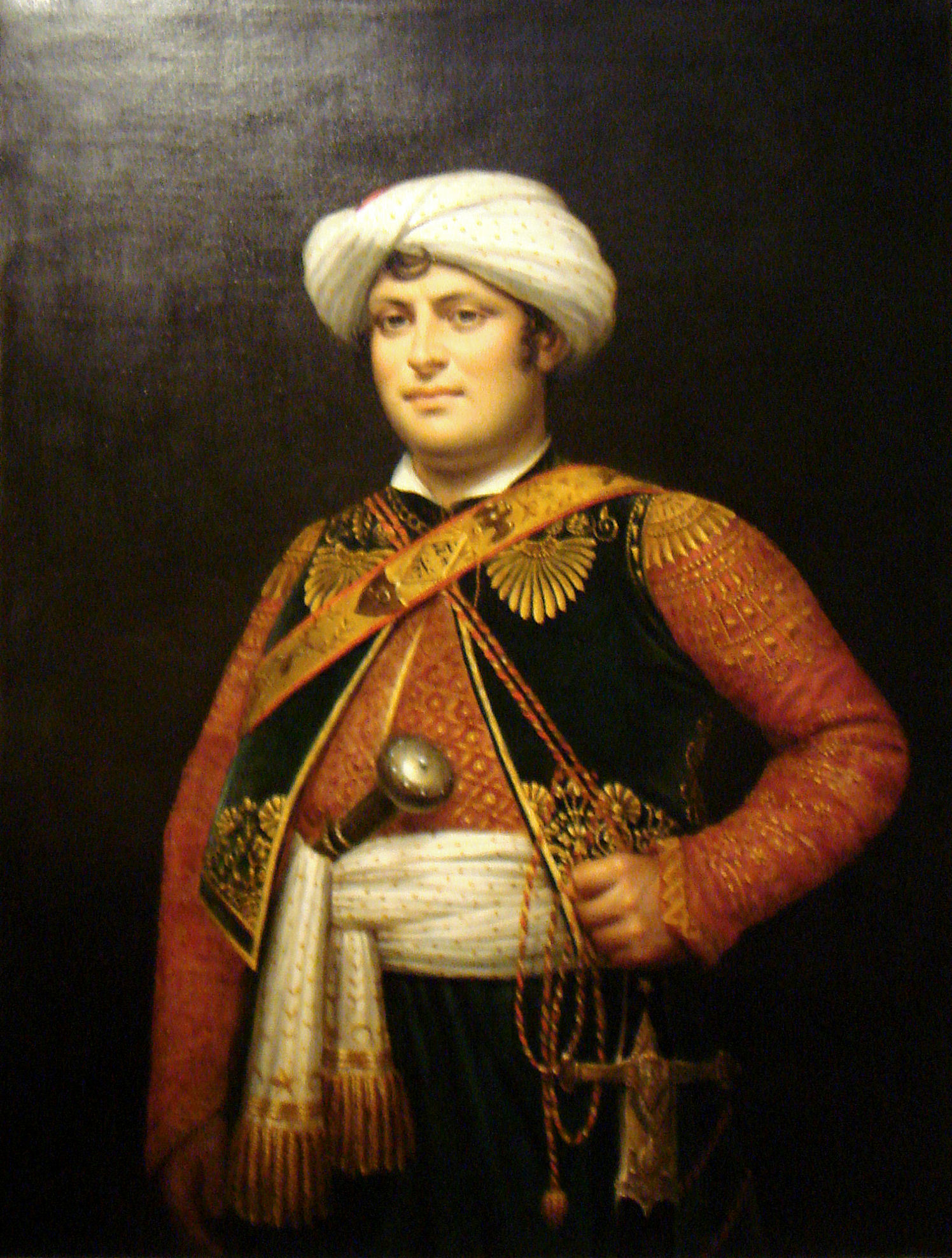
Roustam Raza (画) Jacques-Nicolas Paillot de Montabert